# Atletica leggera ai Giochi della XXXIII Olimpiade - Eptathlon
Ai Giochi della XXXIII Olimpiade la prova di  Eptathlon si è svolta nei giorni 8 e 9 agosto 2024 presso lo Stade de France di Parigi.

## Presenze ed assenze delle campionesse in carica
| Competizione         | Atleta              | Prestazione | Parigi 2024 |
| -------------------- | ------------------- | ----------- | ----------- |
| Olimpiadi 2020       | Nafissatou Thiam    | 6791 p.     | Presente    |
| Commonwealth 2022    | K. Johnson-Thompson | 6377 p.     | Presente    |
| Asiatici 2022        | Zheng Ninali        | 6149 p.     | Non selez.  |
| Panamericani 2023    | Erin Marsh          | 5882 p.     | Non qual.   |
| Mondiali 2023        | K. Johnson-Thompson | 6740 p.     | Presente    |
| Europei 2024         | Nafissatou Thiam    | 6848 p.     | Presente    |
|                      |                     |             |             |
| Mondiali junior 2022 | Saga Vanninen       | 6084 p.     | Presente    |

Graduatoria mondiale
In base alla classifica della Federazione mondiale, le migliori atlete iscritte alla gara erano le seguenti:
| Pos. | Atleta                    | Punti | Note |
| ---- | ------------------------- | ----- | ---- |
| 1    | Anna Hall                 | 1423  |      |
| 2    | Katarina Johnson-Thompson | 1387  |      |
| 3    | Nafissatou Thiam          | 1353  |      |

## Le 7 prove
Ora locale (UTC+2)
| Data     | Ora                     | Gara                                                  |
| -------- | ----------------------- | ----------------------------------------------------- |
| 8 agosto | 10:05 11:05 19:35 20:55 | 100 m ostacoli Salto in alto Getto del peso 200 metri |
| 9 agosto | 10:05 11:20 20:15       | Salto in lungo Lancio del giavellotto 800 metri       |

## Risultati

### Tutte le prove
- Il punteggio più alto ottenuto in ciascuna prova.[3]

| Record mondiale      | Jackie Joyner-Kersee | 7291 p. | Seul | 24 settembre 2018 |
| Record olimpico      | Jackie Joyner-Kersee | 7291 p. | Seul | 24 settembre 2018 |
| Capolista stagionale | Nafissatou Thiam     | 6848 p. | Roma | 8 giugno 2024     |

| Pos.    | Atleta                    | Nazione       | Totale   | Prove             | 100h       | Alto        | Peso        | 200m       | Lungo       | Giavell.    | 800m         |
| ------- | ------------------------- | ------------- | -------- | ----------------- | ---------- | ----------- | ----------- | ---------- | ----------- | ----------- | ------------ |
| Oro     | Nafissatou Thiam          | Belgio        | 6880     | Punti Prestazione | 1041 13"56 | 1132 1,92 m | 897 15,54 m | 937 24"46  | 978 6,41 m  | 939 54,04 m | 956 2'10"62  |
| Argento | Katarina Johnson-Thompson | Gran Bretagna | 6844     | Punti Prestazione | 1065 13"40 | 1132 1,92 m | 823 14,44 m | 1035 23"44 | 975 6,40 m  | 773 45,49 m | 1041 2'04"90 |
| Bronzo  | Noor Vidts                | Belgio        | 6707     | Punti Prestazione | 1109 13"10 | 1016 1,83 m | 832 14,57 m | 994 23"86  | 975 6,40 m  | 763 45,00 m | 1018 2'06"38 |
| 4       | Annik Kälin               | Svizzera      | 6639     | Punti Prestazione | 1144 12"87 | 903 1,74 m  | 795 14,02 m | 992 23"88  | 1036 6,59 m | 824 48,14 m | 945 2'11"33  |
| 5       | Anna Hall                 | Stati Uniti   | 6615     | Punti Prestazione | 1071 13"36 | 1093 1,89 m | 801 14,11 m | 991 23"89  | 828 5,93 m  | 783 45,99 m | 1048 2'04"39 |
| 6       | Sofie Dokter              | Paesi Bassi   | 6452     | Punti Prestazione | 1040 13"57 | 1054 1,86 m | 792 13,97 m | 1007 23"73 | 930 6,26 m  | 715 42,46 m | 914 2'13"52  |
| 7       | Martha Araújo             | Colombia      | 6386     | Punti Prestazione | 1102 13"15 | 867 1,71 m  | 804 14,15 m | 937 24"46  | 1043 6,61 m | 776 45,67 m | 857 2'17"55  |
| 7       | Xénia Krizsán             | Ungheria      | 6386     | Punti Prestazione | 1034 13"61 | 941 1,77 m  | 787 13,89 m | 894 24"92  | 859 6,03 m  | 851 49,52 m | 1020 2'06"27 |
| 7       | Emma Oosterwegel          | Paesi Bassi   | 6386     | Punti Prestazione | 1063 13"41 | 903 1,74 m  | 830 14,54 m | 947 24"35  | 753 5,68 m  | 906 52,39 m | 984 2'08"67  |
| 10      | Jade O'Dowda              | Gran Bretagna | 6280     | Punti Prestazione | 1046 13"53 | 978 1,80 m  | 734 13,10 m | 890 24"97  | 953 6,33 m  | 745 44,05 m | 934 2'12"12  |
| 11      | Taliyah Brooks            | Stati Uniti   | 6258     | Punti Prestazione | 1124 13"00 | 941 1,77 m  | 766 13,58 m | 979 24"02  | 896 6,15 m  | 644 38,76 m | 908 2'13"95  |
| 12      | Adrianna Sulek-Schubert   | Polonia       | 6226     | Punti Prestazione | 1077 13"32 | 941 1,77 m  | 790 13,94 m | 962 24"20  | 918 6,22 m  | 603 36,63 m | 935 2'12"06  |
| 13      | Sveva Gerevini            | Italia        | 6220     | Punti Prestazione | 1065 13"40 | 903 1,74 m  | 714 12,80 m | 1021 23"58 | 874 6,08 m  | 661 39,68 m | 982 2'08"84  |
| 14      | Kate O'Connor             | Irlanda       | 6167     | Punti Prestazione | 967 14"08  | 941 1,77 m  | 780 13,79 m | 908 24"77  | 786 5,79 m  | 867 50,36 m | 918 2'13"25  |
| 15      | Saga Vanninen             | Finlandia     | 6163     | Punti Prestazione | 1034 13"61 | 903 1,74 m  | 807 14,19 m | 911 24"74  | 804 5,85 m  | 802 47,00 m | 902 2'14"36  |
| 16      | Auriana Lazraq-Khlass     | Francia       | 6110     | Punti Prestazione | 1044 13"54 | 830 1,68 m  | 773 13,69 m | 993 23"87  | 726 5,59 m  | 771 45,37 m | 973 2'09"45  |
| 17      | Carolin Schäfer           | Germania      | 6084     | Punti Prestazione | 1062 13"42 | 867 1,71 m  | 795 14,02 m | 995 23"85  | 706 5,52 m  | 791 46,45 m | 868 2'16"78  |
| 18      | Rita Nemes                | Ungheria      | 6060     | Punti Prestazione | 1004 13"82 | 941 1,77 m  | 770 13,64 m | 832 25"61  | 813 5,88 m  | 737 43,64 m | 963 2'10"10  |
| 19      | Camryn Newton-Smith       | Australia     | 5982     | Punti Prestazione | 1056 13"46 | 978 1,80 m  | 735 13,11 m | 909 24"76  | 783 5,78 m  | 759 44,77 m | 762 2'24"63  |
| 20      | Tori West                 | Australia     | 5848     | Punti Prestazione | 1033 13"62 | 867 1,71 m  | 715 12,81 m | 912 24"73  | 674 5,41 m  | 837 48,79 m | 810 2'20"97  |
| 21      | Chari Hawkins             | Stati Uniti   | 5255     | Punti Prestazione | 1100 13"16 | 0 nm        | 770 13,64 m | 934 24"49  | 819 5,90 m  | 750 44,30 m | 882 2'15"76  |
| –       | Anouk Vetter              | Paesi Bassi   | 4654 dnf | Punti Prestazione | 1052 13"49 | 903 1,74 m  | 866 15,07 m | 946 24"36  | 887 6,12 m  | dns         | dns          |
| –       | Sophie Weißenberg         | Germania      | dns      | dns               | dns        | dns         | dns         | dns        | dns         | dns         | dns          |